# Touggourt
Touggourt (Arabiska:تقرت; Berber: , dörren) är en stad i Algeriet och är belägen i en oas i Sahara, 620 km söder om Algeriets huvudstad Alger och 200 km söder om Biskra. Den tillhör Ouarglaprovinsen och hade år 2008 cirka 40 000 invånare.
Staden är ett administrativt centrum och ändstation för järnvägen från Constantine, och här odlas dadlar.